# Jan Klouwer
Jan Klouwer (24 januari 1962) is een voormalig Nederlands voetbaldoelman.
Van 1981 tot en met 1989 heeft hij bij FC Volendam onder contract gestaan. Met deze club is hij in het seizoen 1983 en 1987 gepromoveerd naar de eredivisie. In het laatste jaar dat hij met Volendam promoveerde werd hij tweede in het klassement `beste speler van de eerste divisie´ van Voetbal International.
Na een seizoen bij AZ in Alkmaar maakte hij zijn loopbaan als speler af bij Telstar in het seizoen 1990/1991. Jan Klouwer heeft totaal 120 competitiewedstrijden gespeeld, waarin hij niet tot scoren kwam, wat niet vreemd is voor een keeper. Hij kreeg een keer een rode kaart en in totaal vier keer geel.